# Javier Hernández Velázquez
Javier Hérnandez Velázquez (Santa Cruz de Tenerife, 13 de agosto de 1968) es un escritor español y fue comisario e impulsor del Festival Atlántico Tenerife Noir, festival literario dedicado al género policial y negro, que celebró su primera edición en 2016. Desde el año 2024 es el director y presentador del programa Letras De-generadas que se emite en Canal 10 Televisión y que profundiza en las entrevistasen un concepto global de la cultura. 

## Trayectoria
Licenciado en Derecho en la Universidad de La Laguna y abogado de profesión, forma parte de la corriente denominada 'boom extra periférico de la novela negra'. Como escritor, ha publicado diversas novelas centradas en las aventuras del investigador Mat Fernández. Forma parte de la denominada Generación 21 de Narrativa Canaria Actual.

## Reconocimientos
En el año 2009, su obra El fondo de los charcos fue seleccionada como obra finalista del premio literario Benito Pérez Armas. En 2012, se hizo con el Premio Internacional Sexto Continente de Relato Negro 2012 por la obra El eco de Cobain.
En 2013, obtuvo Mención Especial del jurado del Premio Internacional de Novela Negra L’H Confidencial con la obra Un camino a través del infierno, con el que crea la figura del investigador Mat Fernández. Un año después, en 2014, se hizo con el Premio Wilkie Collins en su cuarta edición con la obra Los ojos del puente.
En 2019, recibió el VI Premio Alexandre Dumas de novela histórica por la novela Baraka y en el año 2021, se hizo con el primer Premio Internacional de Novela Policial Adarve Negra con la obra Indivisa Manent.
En 2022, su obra Akasha resultó ganadora del III Premio Villiers de l’Isle Adam de Novela Fantástica y Finalista del Premio Celsius en la Semana Negra de Gijón.

## Obras
- 2005, Factotum, Editorial Benchomo
- 2007, La identidad fragmentada, Editorial Benchomo
- 2009, El fondo de los charcos, Ed. Baile del Sol, ISBN: 978-84-15019-67-1
- 2010, Los días prometidos a la muerte, Ediciones Idea
- 2011, Los días prometidos a la muerte, Editorial Baile del Sol
- 2013, El sueño de Goslar (programa Santa Cruz Ciudad leída 2013 y Red de Biblioteca). Coeditado por las Editoriales Aguere e Idea, colección G21 Narrativa Canaria Actual.[14]
- 2013, Un camino a través del infierno, Mar Editor, ISBN: 978-84-941489-3-4
- 2014, Los ojos del puente, Mar Editor, ISBN: 978-84-942182-6-2
- 2017, Mientras mueres, Editorial Alrevés, ISBN: 978-84-16328-92-5
- 2018, Nunca bombardees Pearl Harbor, Mar Editor, ISBN: 978-84-947505-8-8
- 2019, Baraka, Mar Editor, ISBN: 978-84-17433-16-1
- 2021, Un país en llamas, Mar Editor, ISBN: 978-84-17433-44-4
- 2021, Indivisa Manent, Editorial Adarve, ISBN: 978-84-18958-05-2
- 2022. "Akasha", Mar Editor, ISBN: 978-84-17433-64-2
- 2024. El eco de Cobain, Mar Editor, ISBN: : 978-84-17433-81-9